# Aziatische kampioenschappen judo 1974
De Aziatische kampioenschappen judo van 1974 werden in november 1974 gehouden in Seoel in Zuid-Korea.

## Medailles

### Mannen
| Onderdeel          | Goud             | Goud | Zilver          | Zilver | Brons                           | Brons   |
| ------------------ | ---------------- | ---- | --------------- | ------ | ------------------------------- | ------- |
| Klasse tot 63 kg   | Yoshiharu Minami | JPN  | Zheng           | CHN    | Chyung Jae-Young Renato Repuyan | KOR PHI |
| Klasse tot 70 kg   | Koji Kuramoto    | JPN  | Ronald          | HKG    | Han Sung-chul Geronimo Dyogi    | KOR PHI |
| Klasse tot 80 kg   | Shozo Fujii      | JPN  | Kim Dae-Yong    | KOR    | Hong Oscar                      | CHN PHI |
| Klasse tot 93 kg   | Katsuhiko Iwata  | JPN  | Suranta Ginting | INA    | Kwon Fernando Garcia            | KOR PHI |
| Klasse boven 93 kg | Sumio Endo       | JPN  | Na Jung-Deuk    | KOR    | Zheng Raymond                   | CHN INA |
| Open klasse        | Shozo Fujii      | JPN  | Sumio Endo      | JPN    | Cho Jae-gi Kwon                 | KOR     |

### Medaillespiegel
| Plaats | Land       | Goud | Zilver | Brons | Totaal |
| 1      | Japan      | 6    | 1      | 0     | 7      |
| 2      | Zuid-Korea | 0    | 2      | 5     | 7      |
| 3      | China      | 0    | 1      | 2     | 3      |
| 4      | Indonesië  | 0    | 1      | 1     | 2      |
| 5      | Hongkong   | 0    | 1      | 0     | 1      |
| 6      | Filipijnen | 0    | 0      | 4     | 4      |
| Totaal | Totaal     | 6    | 6      | 12    | 24     |